# Trésor Quidome
Trésor Quidome (Luanda, 7 maggio 1980) è un ex cestista e allenatore di pallacanestro angolano con cittadinanza svizzera.

## Palmarès

### Giocatore
- Campionato svizzero: 5

Lugano Tigers: 2000-01, 2001-02, 2005-06
Fribourg Olympic: 2006-07, 2007-08
- Coppe di Svizzera: 6

SAV Vacallo: 1999, 2000
Lugano Tigers: 2001, 2002
Fribourg Olympic: 2007
Union Neuchâtel: 2013
- Coppa di Lega Svizzera: 4

Fribourg Olympic: 2007, 2008, 2009, 2010
- Prima Lega: 1

AB Viganello: 1997-98

### Allenatore
- NLB: 1

Goldcoast Wallabies: 2020-21